# 念珠冷水花
念珠冷水花（学名：Pilea monilifera）是荨麻科冷水花属的植物，是中国的特有植物。分布于中国大陆的广西、云南、湖北、贵州、湖南、四川、江西 等地，生长于海拔900米至3,500米的地区，多生长于山谷林下阴湿处，目前尚未由人工引种栽培。

## 别名
项链冷水花（湖北植物志）